# Arc del carrer d'en Botí
L'Arc del carrer d'en Botí és una obra del municipi de Manresa (Bages) protegida com a bé cultural d'interès local.

## Descripció
És un arc lleugerament apuntat. Doble arc que recolza una volta de 6m. de llargària al damunt de la qual s'aixeca un edifici d'habitatges i dona pas al carrer d'en Botí. De 4m. de llum per una banda i uns 3,5m. per l'altra. A la façana d'aquest carrer, just al damunt de l'arc, apareix una finestra geminada. És una obra de carreus de pedra (arcs adovellats) i volta estucada. Serveix de suport de l'edifici i pont, pas de vianants a nivell de planta baixa.